# Anton Graf von Arco auf Valley
Pour les articles homonymes, voir von Arco.
Anton von Padua Alfred Emil Hubert Georg Graf von Arco auf Valley, communément appelé Anton Arco-Valley (né le 5 février 1897 à Sankt Martin im Innkreis et mort le 29 juin 1945 à Salzbourg), est un militant allemand d'extrême droite et nationaliste bavarois. Il est notamment connu pour avoir assassiné le Premier ministre de Bavière Kurt Eisner le 21 février 1919.

## Jeunesse
Anton Arco-Valley naît à Sankt Martin im Innkreis en Haute-Autriche. Son père, Maximilian (1849–1911), est un homme d'affaires et propriétaire terrien dont la sœur aînée est l'épouse de John Dalberg-Acton, 1er baron Acton. La mère d'Anton, Emily Freiin von Oppenheim (1869–1957), est issue de la riche famille Oppenheim. La maison ancestrale de l'ancienne famille noble d'Arco est le château d'Arco, au nord du lac de Garde dans le Trente. Sa famille vit en Allemagne pendant des siècles et son titre de noblesse n'est plus officiellement reconnu après que l'Allemagne est devenue une république.
Après avoir servi dans un régiment bavarois, le régiment d'infanterie du Corps royal bavarois (de), au cours de la dernière année de la Première Guerre mondiale, Anton revient du front avec des idées nationalistes. Il est citoyen autrichien de naissance mais adopte plus tard la nationalité allemande et s'inscrit à l'université de Munich. En tant que nationaliste allemand, aristocrate, monarchiste et antisémite proclamé (malgré l'ascendance juive de sa mère), Anton déteste Kurt Eisner, le chef juif du Parti social-démocrate indépendant d'Allemagne et premier ministre de Bavière[réf. nécessaire].

## Assassinat d'Eisner
Arco-Valley aurait potentiellement décidé de tuer Eisner pour prouver qu'il était « digne » après avoir été rejeté d'un groupe ultra-nationaliste, la société Thulé, parce qu'il avait des origines juives,,. Mais selon Cordula von Godin, petite nièce de Michael von Godin, officier du même régiment qu'Anton von Arco, l'assassinat d'Eisner résulterait d'un complot organisé par des officiers du régiment d'infanterie Leib, unité d'élite anciennement chargée de protéger le roi de Bavière. Michael von Godin et ses compagnons auraient tiré au sort celui qui devrait assassiner Eisner, et c'est ainsi qu'Arco aurait été désigné.
Le 21 février 1919, dans une rue de Munich, Arco-Valley tue Eisner par balles. Le meurtre d'Eisner, sans complice, fait de lui un héros pour de nombreux Bavarois. Son action déclenche des représailles sanglantes de la part des communistes et des anarchistes à Munich dans lesquelles un certain nombre de personnes sont tuées, y compris le Prince Gustave de Thurn et Taxis (en). Arco-Valley aurait inspiré le jeune Joseph Goebbels, qui était à Munich à l'époque[réf. nécessaire].
Arco-Valley est jugé en janvier 1920 devant une cour largement sympathique. Le procureur de la République déclare à son sujet: « Si toute la jeunesse allemande était imprégnée d'un tel enthousiasme, nous pourrions affronter l'avenir avec confiance ». Il est condamné à mort, mais avec les louanges du juge Georg Neithardt tandis que la cour entière applaudit à son discours nationaliste.
Le jour suivant, le gouvernement bavarois commue la peine en prison à vie. Il purge sa peine à la prison de Landsberg dans la cellule 7, où il est remplacé en 1923 par Adolf Hitler. Il est libéré en 1925 et mis en probation jusqu'en 1927, date à laquelle il est gracié.

## Vie ultérieure
Arco-Valley n'a qu'un rôle politique mineur par la suite. Il soutient une vision fédéraliste de l'Allemagne, contrairement à la politique centraliste du parti nazi. Il travaille comme rédacteur en chef du journal Das bayerische Vaterland (de) (patrie bavaroise), puis comme directeur des opérations financées par l'État à la Süddeutsche Lufthansa, dont il démissionne en 1930. Arco-Valley est l'un des membres les plus radicaux de l'aile monarchiste-fédéraliste du Parti populaire bavarois[réf. nécessaire].
Il est brièvement placé en « détention préventive » par les nazis lors de leur prise de pouvoir en raison de son fédéralisme. En effet, une remarque lui est attribuée selon laquelle il « assassinerait volontiers à nouveau », ce qui est interprété comme une menace pour Hitler, mais il est finalement libéré après avoir promis de ne pas s'en prendre à lui.
En juin 1945, il est tué dans un accident de la route à Salzbourg[réf. nécessaire].

## Famille

Blason de la famille von Arco-Zinneberg

Le 10 juillet 1934, il épouse sa lointaine cousine Maria Gabrielle, comtesse von Arco-Zinneberg, fille du comte Joseph von und zu Arco-Zinneberg (arrière-petit-fils de Marie-Léopoldine de Modène) et de la princesse Wilhelmine von Auersperg.
Son épouse décède en 1987 et le couple a quatre filles : Maria Wilhelmine Gräfin Apponyi von Nagy-Apponyi (1935–1987), Marie Ludmilla (née en 1937), Maria Antonia Gräfin von Spaur und Flavon (née en 1940) et Maria Leopoldine Stengel (née en 1943). Il est le contemporain d'un autre cousin éloigné aux opinions politiques assez différentes, le physicien et inventeur Georg von Arco (1869–1940).
Le frère aîné d'Anton Graf von Arco, le comte Ferdinand (1893–1968), épouse Gertrud Wallenberg (1895–1983), membre d'une dynastie de banquiers suédois et cousine du héros anti-nazi Raoul Wallenberg[réf. nécessaire].